# 鈴木米次郎
鈴木 米次郎（すずき よねじろう、慶応4年2月6日〈1868年2月28日〉- 昭和15年〈1940年〉12月28日）は、日本の作曲家、音楽教育家。東洋音楽学校（現在の東京音楽大学）創立者。号は長短子。指揮者・リコーダー/コルネット(ツィンク)奏者の濱田芳通は曾孫にあたる。

## 生涯
1868年2月28日（慶応4年2月6日）、旗本鈴木重教の次男として江戸麻布笄町（現在の東京都港区）に生まれた。まもなく江戸幕府崩壊により徳川家が移住した静岡に移り、1873年（明治6年）に一家で上京した。東京府中学校（現在の東京都立日比谷高等学校）に入学後、築地の英学校に転校して英語を学ぶ。1885年（明治18年）、音楽取調所伝習生となり、伊澤修二、ギヨーム・ソーヴレーに師事。1888年、音楽取調所が改称した東京音楽学校（現在の東京藝術大学）を卒業し、神奈川県尋常師範学校に赴任、唱歌と英語の教員となった。
1889年、横浜でトニックソルファー方式の音楽教育を計画していたパットン夫人と知り合い、薫陶を受けた。同年第一高等中学校教員、1891年には東京高等師範学校附属学校（現在の筑波大学附属小学校・中学校）教員となり12年に渡り唱歌を教え、音楽教育の基礎を築いた。このころ、東京音楽学校でピアノを学んだ根岸磯菜と結婚した。1897年から、改組されて東京高等師範学校附属となった母校東京音楽学校でも音楽理論、作曲を教えた。このころ、上原六四郎、納所辨次郎、比留間賢八らと明治音楽会を設立、自らも参加した管弦楽団を組織し演奏会を開催し、音楽振興に尽くした。1903年、東京高等師範音楽科主任教授を辞職して東京盲唖学校に移り、視覚障害者の音楽教育に携わる。また日清戦争後に急増した清国からの留学生に対し、唱歌指導を行い、1906年末から翌年初頭にかけて中国を視察した。
1907年（明治40年）、東京市神田区（現在の千代田区）に東洋音楽学校を設立し、校長となる。管弦楽部を設け、東京音楽学校教師のアウグスト・ユンケルとハインリッヒ・ヴェルクマイスターを招き、演奏家の養成を目指す。1908年からは毎年小・中学校の教員を対象に夏期講習会を開催し、唱歌や楽器演奏の指導を行なった。1910年、岩崎小弥太の支援を受けて東京フィルハーモニー会を設立し、事務局を東洋音楽学校内に置いて本格的オーケストラ運動を目指す。1912年には東洋音楽学校卒業生を中心に東京オーケストラ団を組織し、外航客船での演奏を続けた。卒業生たちは浅草オペラやハタノ・オーケストラなどでも活躍していった。
鈴木は東洋音楽学校に清国留学生を受け入れ、卒業生は帰国後音楽家として活躍した。またパットン夫人に学んだトニック・ソルファー方式をとりいれた教育を実践した。さらに1916年（大正5年）には東洋音楽学校に雅楽科を設置し、雅楽演奏家を養成した。学外では東京盲唖学校で唱歌の指導を委嘱され、点字楽譜の整備に尽力して1910年には『訓盲楽譜』を著し、教え子たちは和洋の楽器演奏に活躍した。
1922年、東洋音楽学校は財団法人となるが、翌1923年の関東大震災で校舎が全焼した。しかし、秋には池袋の成蹊学園校舎の一部で授業が再開され、震災以前に雑司ヶ谷に転居していた鈴木自宅の隣接地に翌1924年校舎を新築した。その後結成された日本交響楽協会、新交響楽団、コロナ・オーケストラ等には、東洋音楽学校の卒業生が多く参加していた。
1930年（昭和5年）、赤司鷹一郎、鳩山一郎、穂積重遠、井坂孝ら、東京高等師範学校附属中学校と第一高等中学校での鈴木の教え子たちが、恩返しとして資金を集め、東洋音楽学校に鉄筋コンクリートの立派な校舎を寄贈する。学校では専門教育のための課程を増設し、オペラ教育にも力を注いだ。1939年には東京音楽学校創立60周年記念式に於いて、音楽教育功労者として表彰された。
1940年12月、学校の行事に参加した後に鈴木は発熱して倒れ、28日に他界。1941年5月4日に日本青年館に於いて、鈴木の追悼演奏会が開催された。墓所は雑司ヶ谷霊園。
磯菜夫人は東洋音楽学校でピアノを教えた。また娘の鈴木イネ子は東京音楽学校卒業後に留学し、帰国後は東洋音楽学校でソプラノの講師を務めている。

## 主な編著書・訳書
- 音楽理論百ケ条. 鈴木米次郎 訳・編, 上真行 閲. 有正館, 1889年 https://dl.ndl.go.jp/pid/854797/1/1[39]
- 新編音楽理論. オシレー 著, 鈴木米次郎 訳. 嵩山房, 1892年 https://dl.ndl.go.jp/pid/854894/1/1[39]
- 新式唱歌 : 一名・トニック・ソルファー唱歌集. 鈴木米次郎 編. 十字屋, 1897年 https://dl.ndl.go.jp/pid/854881/1/1[40]
- 新編中学唱歌集. 鈴木米次郎、野村成仁共編. 十字屋, 1902年 https://ci.nii.ac.jp/ncid/BA33013646
- 歴史唱歌 : 普通教育 東洋の部. 斎藤斐章 (古竹) 著, 鈴木米次郎 (長短子) 曲. 山海堂, 1903年 https://dl.ndl.go.jp/pid/855785/1/1
- The one hundred English songs. By Yonezirô Suzuki. Sanseidô, 1909 https://id.ndl.go.jp/bib/000000526415
- 訓盲楽譜. 鈴木米次郎 著. 文部省, 1910年 https://dl.ndl.go.jp/pid/812430/1/1
- 楽典大要. 鈴木米次郎 著. 十字屋楽器店, 1913年 https://dl.ndl.go.jp/pid/905881/1/4

## 主な作品
鈴木米次郎は100曲以上の唱歌を作曲している。
- 浮雲（落合直文詩） 1892年 https://dl.ndl.go.jp/pid/855045/1/1
- 旅順口の戦（旗野十一郎作歌） 1894年
- 近江八景（中村秋香作歌） 1902年
- 夢（旗野十一郎作歌） 1902年
- 赤穂浪士（森岡常蔵作歌） 1906年